# Gira de reencuentro de Los Prisioneros
La banda chilena de rock Los Prisioneros, que se había separado por primera vez en 1991, realizó entre 2002 y 2003 una gira de reencuentro (a la que llamaron con diversos nombres, como Gira por Chile o Gira al sur) con su formación original —Jorge González, Claudio Narea y Miguel Tapia—, tras los exitosos conciertos que realizaron en el Estadio Nacional de Chile el 30 de noviembre y 1 de diciembre de 2001, registrados en el álbum y DVD en vivo Estadio Nacional. Durante el tiempo que la banda estuvo reunida, lanzaron un álbum de estudio, Los Prisioneros, estrenado el 5 de junio de 2003.
Claudio Narea abandonaría el grupo nuevamente tras la presentación en La Pampilla, en Coquimbo, el 20 de septiembre de 2003. Posteriormente, Los Prisioneros realizarían otras presentaciones junto a Álvaro Henríquez como músico invitado.

## Itinerario
La gira con la formación original del grupo, antes de la salida de Claudio Narea en septiembre de 2003, tuvo las siguientes fechas:
| Fecha                                         |                           | Ciudad           | País           | Lugar                                                  |
| --------------------------------------------- | ------------------------- | ---------------- | -------------- | ------------------------------------------------------ |
| Conciertos de reencuentro                     |                           |                  |                |                                                        |
| 30 de noviembre de 2001                       | Bandera de Chile          | Santiago         | Chile          | Estadio Nacional                                       |
| 1 de diciembre de 2001                        | Bandera de Chile          | Santiago         | Chile          | Estadio Nacional                                       |
| Primera manga - Gira por Chile                |                           |                  |                |                                                        |
| 16 de marzo de 2002                           | Bandera de Chile          | Osorno           | Chile          | Estadio Municipal Parque Schott                        |
| 19 de marzo de 2002                           | Bandera de Chile          | Valdivia         | Chile          | Estadio Parque Municipal                               |
| 21 de marzo de 2002                           | Bandera de Chile          | Temuco           | Chile          | Estadio Germán Becker                                  |
| 23 de marzo de 2002                           | Bandera de Chile          | Concepción       | Chile          | Estadio Collao                                         |
| 26 de marzo de 2002                           | Bandera de Chile          | Talca            | Chile          | Gimnasio Regional                                      |
| 28 de marzo de 2002                           | Bandera de Chile          | Rancagua         | Chile          | Estadio El Teniente                                    |
| 3 de abril de 2002                            | Bandera de Chile          | Arica            | Chile          | Estadio Carlos Dittborn                                |
| 5 de abril de 2002                            | Bandera de Chile          | Iquique          | Chile          | Estadio Tierra de Campeones                            |
| 7 de abril de 2002                            | Bandera de Chile          | Antofagasta      | Chile          | Estadio Regional de Antofagasta                        |
| 10 de abril de 2002                           | Bandera de Chile          | Copiapó          | Chile          | Estadio Luis Valenzuela Hermosilla                     |
| 13 de abril de 2002                           | Bandera de Chile          | La Serena        | Chile          | Estadio La Portada                                     |
| 10 y 11 de mayo de 2002                       | Bandera de Chile          | Viña del Mar     | Chile          | Anfiteatro de la Quinta Vergara                        |
| 8 de junio de 2002                            | Bandera de Chile          | Santiago         | Chile          | Estación Mapocho                                       |
| Segunda manga - Gira internacional            |                           |                  |                |                                                        |
| 19 de julio de 2002                           | Bandera de Perú           | Lima             | Perú           | Feria Lima Outlet, Jockey Club del Perú                |
| 23 de julio de 2002                           | Bandera de Perú           | Lima             | Perú           | Feria Lima Outlet, Jockey Club del Perú                |
| 7 de septiembre de 2002                       | Bandera de Perú           | Lima             | Perú           | Todos por amor, Coliseo Amauta                         |
| 6 de noviembre de 2002                        | Bandera de España         | Barcelona        | España         | Centro Cívico de las Cocheras de Sants                 |
| 8 de noviembre de 2002                        | Bandera de España         | Madrid           | España         | Puerta de Toledo                                       |
| 13 de noviembre de 2002                       | Bandera de Estados Unidos | Nueva York       | Estados Unidos | Exit 2                                                 |
| 14 de noviembre de 2002                       | Bandera de Estados Unidos | Washington D. C. | Estados Unidos | Nation                                                 |
| 15 de noviembre de 2002                       | Bandera de Estados Unidos | Chicago          | Estados Unidos | Club PM                                                |
| 16 de noviembre de 2002                       | Bandera de Estados Unidos | Miami            | Estados Unidos | La Covacha                                             |
| 17 de noviembre de 2002                       | Bandera de Estados Unidos | Dallas           | Estados Unidos | Liquid                                                 |
| 21 de noviembre de 2002                       | Bandera de Estados Unidos | Houston          | Estados Unidos | OK Corral                                              |
| 22 de noviembre de 2002                       | Bandera de Estados Unidos | San José         | Estados Unidos | Club 54                                                |
|                                               | Bandera de Estados Unidos | Los Ángeles      | Estados Unidos | House of Blues                                         |
| 23 de noviembre de 2002                       | Bandera de Estados Unidos | Los Ángeles      | Estados Unidos | House of Blues                                         |
| 24 de noviembre de 2002                       | Bandera de México         | Tijuana          | México         |                                                        |
| 26 de noviembre de 2002                       | Bandera de México         | Guadalajara      | México         |                                                        |
| 27 de noviembre de 2002                       | Bandera de México         | Ciudad de México | México         |                                                        |
| 28 de noviembre de 2002                       | Bandera de México         | Ciudad de México | México         |                                                        |
| Tercera manga - Chile y Perú                  |                           |                  |                |                                                        |
| 30 de noviembre de 2002                       | Bandera de Chile          | Santiago         | Chile          | Teletón 2002, Estadio Nacional                         |
| 6 de diciembre de 2002                        | Bandera de Chile          | Santiago         | Chile          | Estadio Víctor Jara                                    |
| 7 de diciembre de 2002                        | Bandera de Chile          | Santiago         | Chile          | Estadio Víctor Jara                                    |
| 1 de febrero de 2003                          | Bandera de Perú           | Asia             | Perú           | Bamboo Square                                          |
| 5 de febrero de 2003                          | Bandera de Chile          | Peñaflor         | Chile          | Medialuna El Trapiche                                  |
| Cuarta manga - Gira al sur                    |                           |                  |                |                                                        |
| 12 de febrero de 2003                         | Bandera de Chile          | Castro           | Chile          | Estadio Municipal de Castro                            |
| 13 de febrero de 2003                         | Bandera de Chile          | Puerto Montt     | Chile          | Mall Paseo Costanera                                   |
| 14 de febrero de 2003                         | Bandera de Chile          | Punta Arenas     | Chile          | Gimnasio Fiscal de Punta Arenas                        |
| 15 de febrero de 2003                         | Bandera de Chile          | Talcahuano       | Chile          | Coliseo Monumental La Tortuga                          |
| Quinta manga - XLIV Festival de Viña          |                           |                  |                |                                                        |
| 22 de febrero de 2003                         | Bandera de Chile          | Viña del Mar     | Chile          | XLIV Festival de Viña, Anfiteatro de la Quinta Vergara |
| Sexta manga - Promoción disco Los Prisioneros |                           |                  |                |                                                        |
| 13 de abril de 2003                           | Bandera de Chile          | Santiago         | Chile          | Estadio Víctor Jara                                    |
| 3 de mayo de 2003                             | Bandera de Bolivia        | Cochabamba       | Bolivia        | XX Feria Internacional de Cochabamba                   |
| 31 de mayo de 2003                            | Bandera de Perú           | Cuzco            | Perú           | Festival de la Cerveza Cusqueña                        |
| 26 de junio de 2003                           | Bandera de Ecuador        | Guayaquil        | Ecuador        | Coliseo Voltaire Paladines Polo                        |
| 28 de junio de 2003                           | Bandera de Ecuador        | Quito            | Ecuador        | Plaza de toros de Quito                                |
| 4 de julio de 2003                            | Bandera de Chile          | Chuquicamata     | Chile          | Estadio Anaconda                                       |
| 31 de julio de 2003                           | Bandera de Colombia       | Cali             | Colombia       | Estadio Olímpico Pascual Guerrero                      |
| 2 de agosto de 2003                           | Bandera de Colombia       | Bogotá           | Colombia       | Estadio El Campín                                      |
| 6 de agosto de 2003                           | Bandera de Colombia       | Bucaramanga      | Colombia       | Estadio Alfonso López                                  |
| 8 de agosto de 2003                           | Bandera de Colombia       | Medellín         | Colombia       | Plaza de Toros la Macarena                             |
| 9 de agosto de 2003                           | Bandera de Colombia       | Bogotá           | Colombia       | Festival de verano, Estadio El Campín                  |
| 15 de agosto de 2003                          | Bandera de Perú           | Arequipa         | Perú           | Festival de la Cerveza Arequipeña                      |
| 5 de septiembre de 2003                       | Bandera de Chile          | Santiago         | Chile          | El sueño existe, Estadio Nacional                      |
| 21 de septiembre de 2003                      | Bandera de Chile          | Coquimbo         | Chile          | La Pampilla                                            |